# Чадовлє-при-Тржичу
Чадовлє-при-Тржичу (словен. Čadovlje pri Tržiču) — поселення в общині Тржич, Горенський регіон, Словенія. Висота над рівнем моря: 584,5 м.